# Mico emiliae
El tití de Snethlage (Mico emiliae) es un primate de la familia Cebidae. El nombre de la especie es un homenaje al naturalista alemán-brasileño Emilie Snethlage.